# Emanuele d'Astorga
Emanuele d'Astorga (Augusta, 20 maart 1680 - Madrid, 1757) was een Spaans-Italiaans componist. Hij werd vooral bekend door zijn in Londen geschreven Stabat mater (circa 1707), in een pathetische Napolitaanse stijl, en door enkele kamercantates.